# Pięciornik rozłogowy
Pięciornik rozłogowy (Potentilla reptans L.) – gatunek rośliny z rodziny różowatych (Rosaceae Juss.). Rośnie dziko w Europie, Afryce Północnej i Azji, rozprzestrzenił się również gdzieniegdzie poza obszary swojego rodzimego występowania. W Polsce jest bardzo pospolity na całym obszarze.

## Morfologia

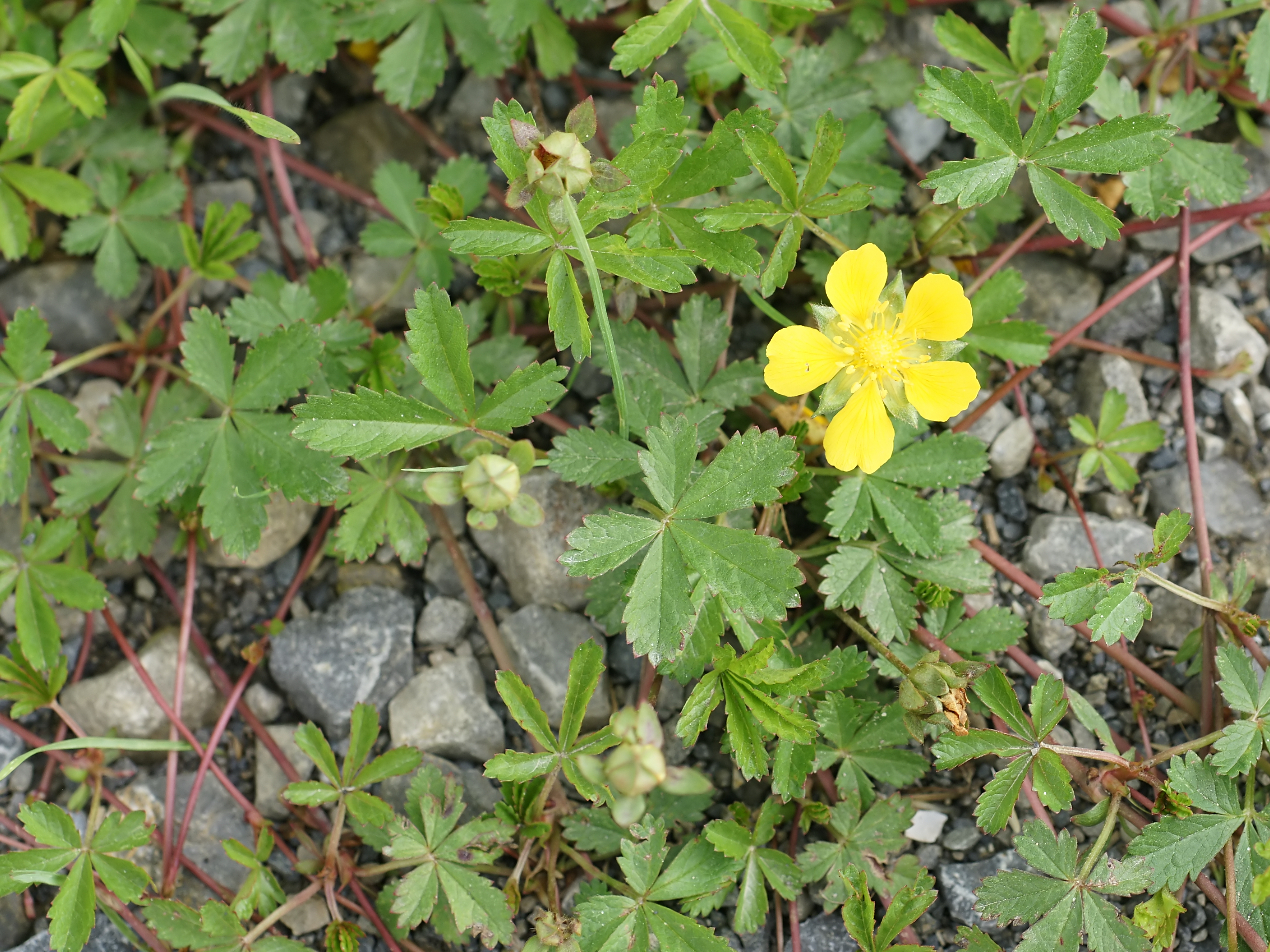
Pokrój

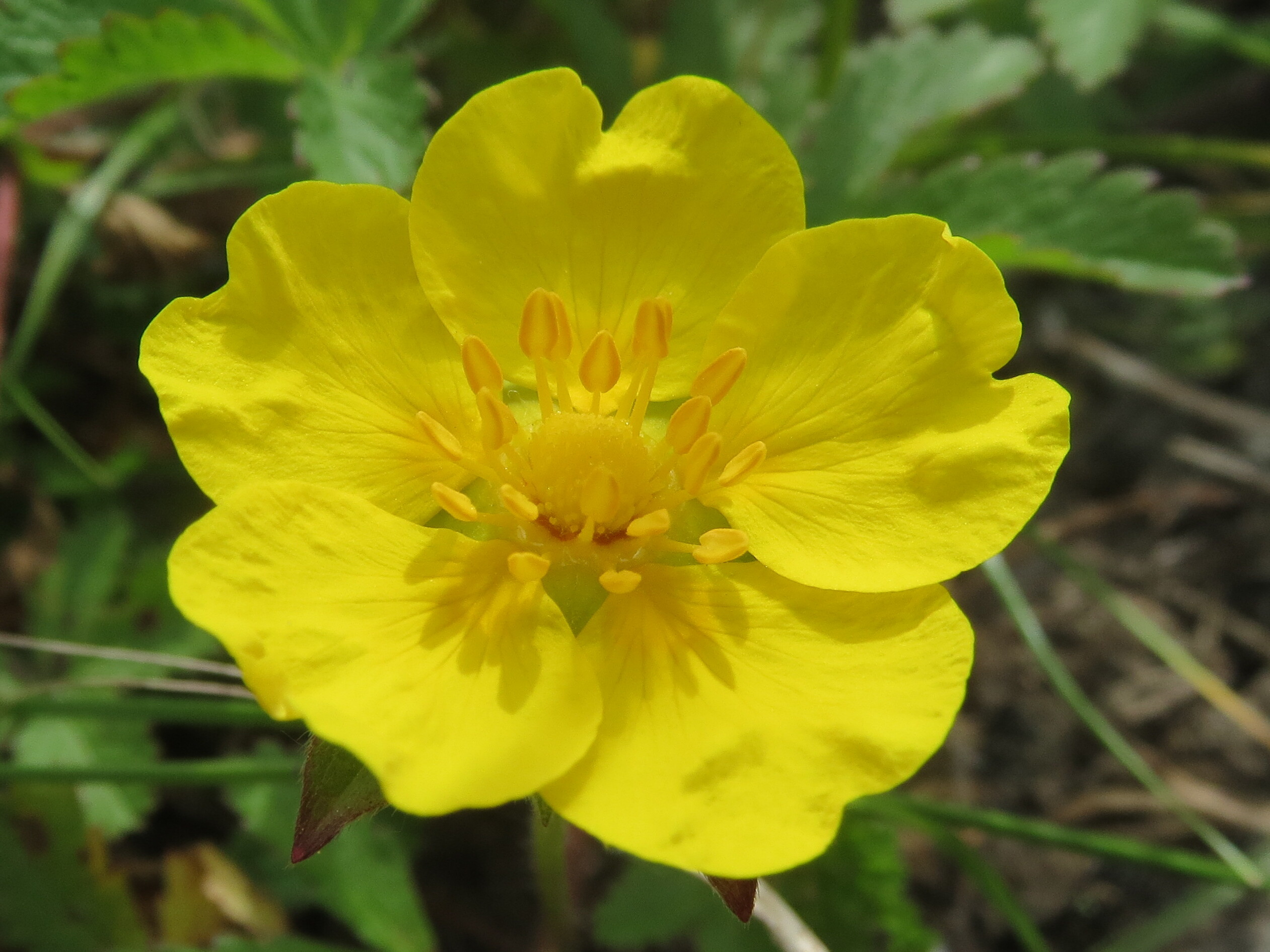
Kwiat

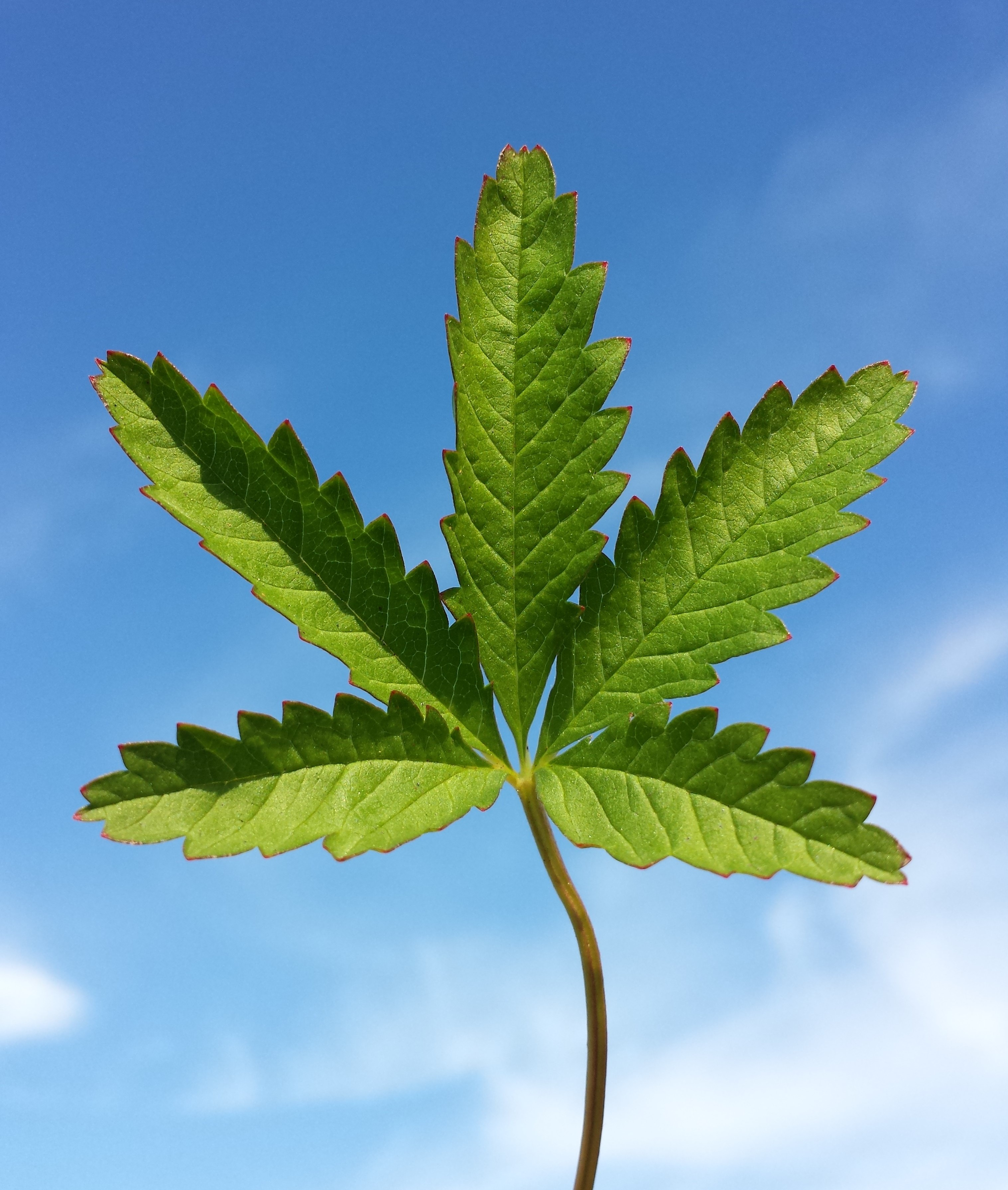
Liść

ŁodygaWszystkie nadziemne łodygi są płożące się lub podnoszące się. Wyrastają z grubego i słabo rozgałęziającego się kłącza. Pędy zakorzeniają się w węzłach (również kwiatonośne). Mają długość 30-100 cm, są pojedyncze, lub słabo tylko rozgałęzione. Pod ziemią grube i słabo rozgałęzione kłącze.
LiścieDłoniaste, zazwyczaj 5-, czasem 3-listkowe. Blaszka liściowa odwrotnie jajowata, spodem owłosiona.
Kwiaty5-płatkowe, osadzone pojedynczo w kątach liści na kilkucentymetrowych szypułkach. Kwiat o średnicy 1,5–2,5 cm.
OwoceDrobne i całkiem nagie niełupki.

## Biologia i ekologia
Bylina, hemikryptofit. Kwitnie od czerwca do września. Siedlisko: przydroża, wilgotne łąki, zarośla. Gatunek częsty na niżu i w górach po regiel dolny. W klasyfikacji zbiorowisk roślinnych gatunek charakterystyczny dla O/All. Agropyro-Rumicion crispi i Ass. Ranunculo-Alopecuretum. Liczba chromosomów 2n= 28.
Jest rośliną żywicielską rzadkiego motyla powszelatka armorykańskiego.

## Zmienność
Tworzy mieszańce z pięciornikiem rozścielonym (P. × mixta Nolte) i z p. kurze ziele.